# 오광균
오광균 (1952년 7월 8일 ~ )은 현직 동아방송예술대학 교수이며, 전직 KBS 기자이다.

## 생애
서울대학교 사회학과를 졸업했으며, 한때 KBS에서 기자로 일하다 기자직에서 물러난 뒤 동아방송예술대학 교수로 재직하고 있다.
2011년 1월부터 11월 4일까지 KBS 제1라디오 "라디오 24시"를 진행했으며, 11월 7일 월요일부터 라디오 정보센터 주중 진행을 맡고 있다.